# Marca de Ancona

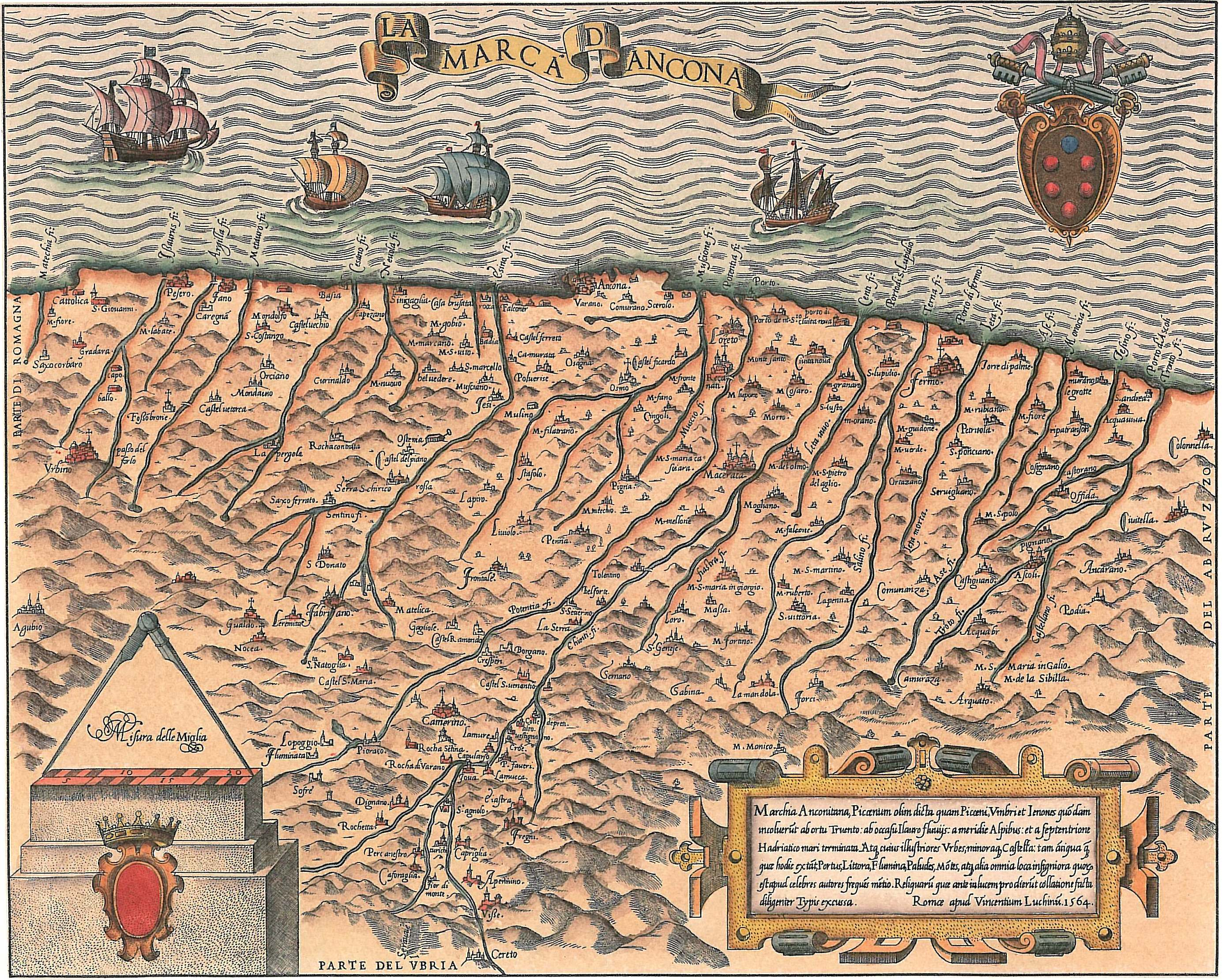
A Marca de Ancona, Roma 1564 - Vincenzo Luchino. (Mapa histórico da Marche)

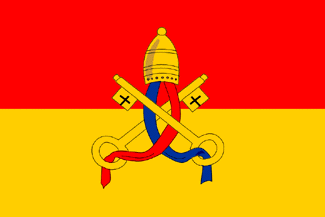
Estandarde de Ancona (Estados Pontifícios)

A Marca anconitana também chamada de Marca anconetana ou Marca de Ancona, era uma das quatro províncias, instituídas pelo Papa Inocêncio III (1198-1216) no primeiro ano de seu pontificado, como uma divisão dos Estados Pontifícios.
Os territórios provinciais eram regidos por funcionários nomeados pelo papa, chamados de reitores. Posteriormente foi documentada ainda a presença de um reitor geral, coordenador das atividades dos reitores provinciais e subordinado diretamente ao pontífice.
Tal província foi confirmada na Constituição egidiana de 1357, promulgada pelo cardeal Gil Álvarez Carrillo de Albornoz, mais conhecido na Itália como Egidio Albornoz.
Sua capital não era, como muitos acreditam, Ancona, mas sim a cidade de Macerata.

## Marqueses

### Casa de Este
- Azzo VI d'Este (1210-1212)
- Aldobrandino I d'Este (1212-1215)